# Eleccions legislatives romaneses de 1996
Les eleccions legislatives romaneses de 1996 se celebraren el 3 de novembre de 1996 per a renovar els 345 membres de la Cambra de Diputats i els 140 membres del Senat de Romania. El partit amb més escons fou la coalició Convenció Democràtica Romanesa i el seu cap, Victor Ciorbea fou nomenat primer ministre de Romania en un govern de coalició amb la minoria hongaresa i la Unió Socialdemòcrata.
Resultats de les eleccions de 3 de novembre de 1996 per a renovar la Cambra de Diputats i el Senat de Romania
|                                         | Convenció Democràtica Romanesa (Convenţia Democrată Română)                                                                                              | 3.692.321  | 122 | 30,17%  | 3.722.084  | 53  | 30,70%  |
|                                         | Partit Democràtic Social de Romania (Partidul Democraţiei Sociale din România)                                                                           | 2.663.860  | 91  | 21,52%  | 2.836.011  | 41  | 23,08%  |
|                                         | Unió Socialdemòcrata (Uniunea Social Democrată) - Partit Demòcrata (Partidul Democrat) - Partit Socialdemòcrata Romanès (Partidul Social Democrat Român) | 1.582.231  | 53  | 12,93%  | 1.617.394  | 23  | 13,16%  |
|                                         | Unió Democràtica dels Hongaresos de Romania (Uniunea Democrată Maghiară din România)                                                                     | 812.628    | 25  | 6,64%   | 837.760    | 11  | 6,82%   |
|                                         | Partit de la Gran Romania (Partidul România Mare) | 546.430    | 19  | 4,46%   | 558.026    | 8   | 4,54%   |
|                                         | Partit d'Unitat Nacional Romanesa (Partidul Unităţii Naţionale Române)                                                                                   | 533.348    | 18  | 4,36%   | 518.962    | 7   | 4,22%   |
|                                         | Minories ètniques | 209.036    | 18  | 2,6%    | —          | —   | —       |
|                                         | Partit Socialista (Partidul Socialist) | 280.364    | —   | 2,29%   | 277.104    | —   | 2,26%   |
|                                         | Partit Socialista dels Treballadors (Partidul Socialist al Muncii)                                                                                       | 262.563    | —   | 2,15%   | 265.659    | —   | 2,26%   |
| Total vots vàlids (participació 76,01%) | Total vots vàlids (participació 76,01%) | 13.088.388 | 343 | 100,00% | 13.088.388 | 143 | 100,00% |
| Font: Biroul Electoral Central          | |            |     |         |            |     |         |